# Xu Fengxia

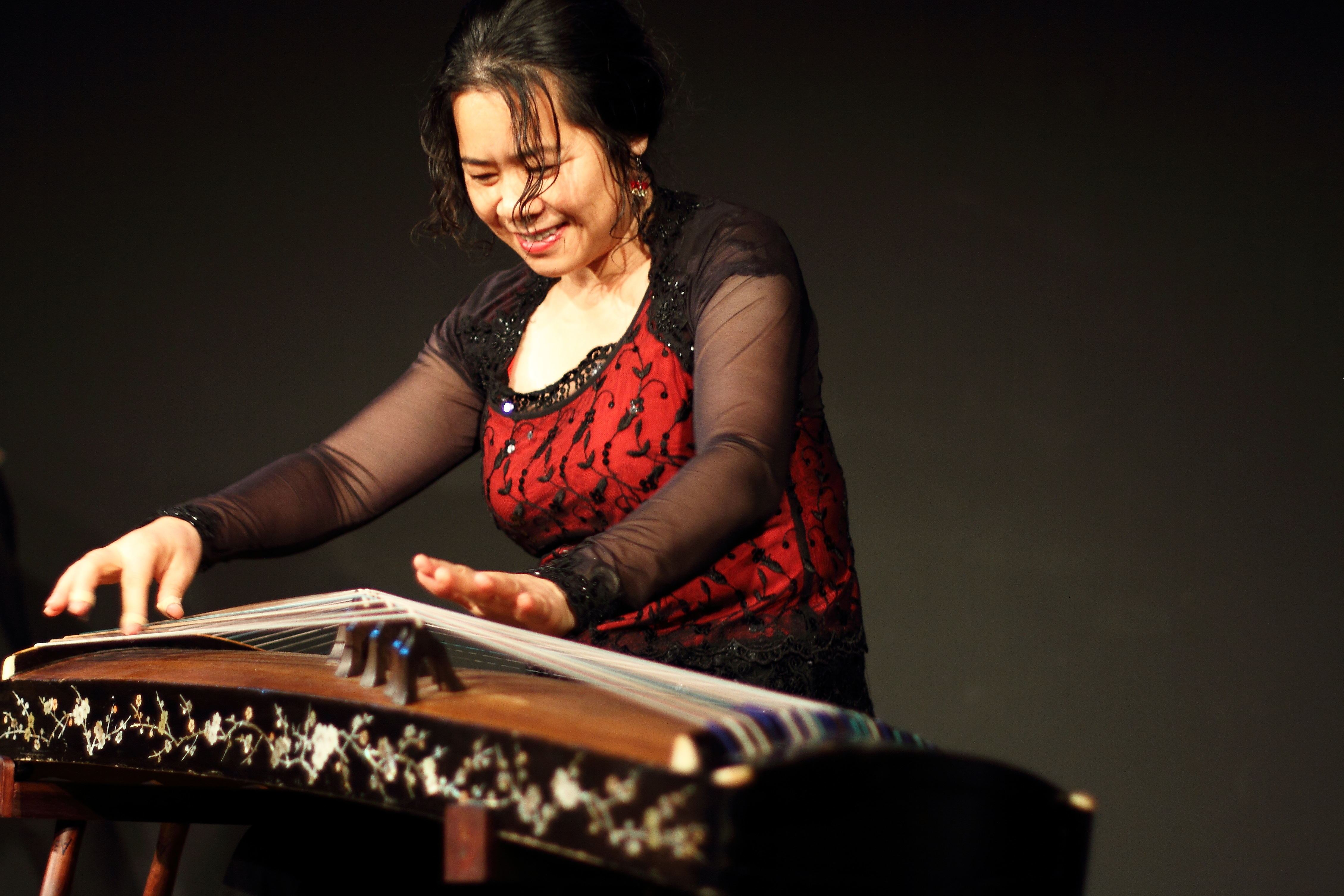
Im KULT, Niederstetten 2017

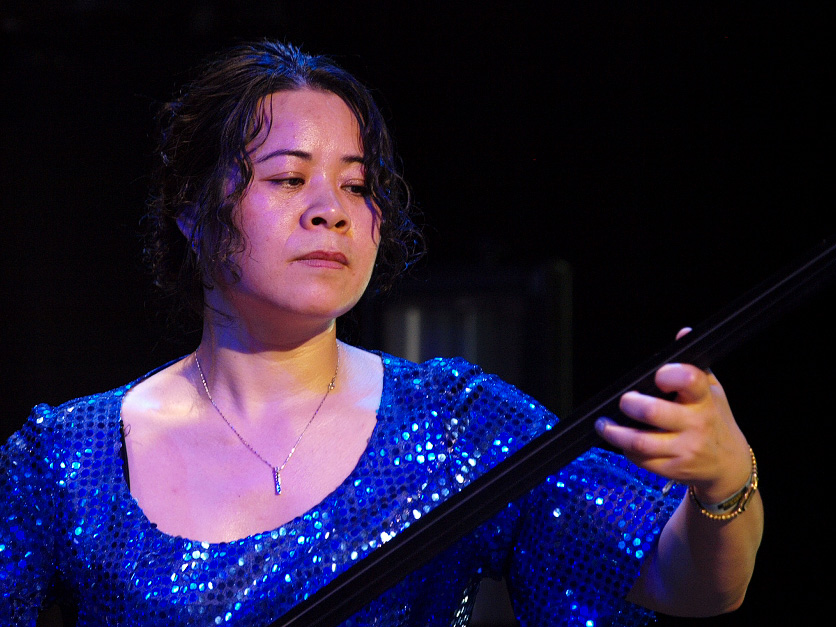
Xu Fengxia, moers festival 2008

Xu Fengxia (chin. 徐鳳霞 / 徐凤霞 Pinyin Xú Fèngxiá, * 1963 in Shanghai) ist eine chinesische Guzheng-Spielerin.

## Leben und Wirken
Xu Fengxia wurde seit dem fünften Lebensjahr im Spiel traditioneller Saiteninstrumente Chinas unterrichtet. Nach dem Besuch des Konservatoriums und der Musikhochschule in Shanghai spielte sie in traditionellen Orchestern und gab Solo-Konzerte. Als Mitglied des Shanghai Orchestra of Chinese Music war sie 1988 erstmals auf Gastspielreise in Deutschland. Zur selben Zeit erregte sie mit der ersten Frauen-Rock-Band Shanghais Aufsehen, in der sie als Bass-Spielerin wirkte. 1990 spielte sie im ersten Jazz-Konzert im People’s Theatre in Shanghai.
Seit 1991 lebt Xu Fengxia in Deutschland. Sie spielt die Wölbbrettzither Guzheng und daneben die Langhalslaute Sanxian in Formationen, die traditionelle chinesische Musik aufführen, wie dem Gufeng Ensemble, einer Gruppe von vier in Deutschland lebenden chinesischen Musikerinnen. Sie arbeitet aber auch mit dem Nieuw Ensemble Amsterdam, der Bremer Kammerphilharmonie und dem Ensemble recherche, die auf die Interpretation zeitgenössischer Musik spezialisiert sind. Für ein cross over-Projekt von traditioneller Musik aus China und westlicher Avantgarde stellte sie im Rahmen einer CD-Produktion von Klaus Hinrich Stahmer ihr Können zur Verfügung. Seit 1995 wirkte sie in Peter Kowalds Global Village Ensemble, wo sie Erfahrungen mit freier Improvisation sammelte.
Im Trio San He mit dem Flötisten Michael Heupel und dem Schlagzeuger Lucas Niggli, in Duos mit der Geigerin Gunda Gottschalk einerseits, Matthias Schubert oder Uwe Oberg andererseits und im Trio New Flags mit Wolfgang Fuchs und Roger Turner lotet sie die Möglichkeiten traditioneller Instrumente im Bereich der freien Improvisation aus. Daneben hat sie mit ihrer Zusammenarbeit mit dem Sitarspieler Subroto Roy Chowdhury und dem Tablaspieler Saibal Chatterjee auch die Grenzen zwischen chinesischer und indischer Musik überschritten. Zudem ist sie im Trio mit Wu Wei und Günter Baby Sommer aufgetreten. Mit den französischen Improvisationsmusikern Didier Petit und Sylvain Kassap bildet sie das East-West Trio.